# 内丽·麦基恩
内丽·麦基恩（英語：Nery McKeen，1957年4月26日—），古巴女子田径运动员。她曾代表古巴参加1979年和1983年泛美运动会田径比赛，其中1983年泛美运动会获得一枚金牌，1979年泛美运动会则获得一枚银牌。